# Joan Antoni Galí
Joan Antoni Galí (Manresa, Bages, 1786 - Barcelona, 25 de desembre de 1856) va ser un ermità català.
Fill d'Antoni Galí, botiguer de roba, acabà vestint l'hàbit a Montserrat el 24 de juny de 1807, i professà el 21 de març de 1808. El 1820 vivia a l'ermita de Sant Salvador a Montserrat. El 1829 demana la reedificació de les ermites al Ministre de Gràcia i Justícia. Va morir a Barcelona prop de l'església de Santa Maria del Mar el dia de Nadal de 1856.